# چاپ خصوصی

## چاپ خصوصی
کتابی که اختصاصا برای نویسنده یا فردی خاص و معمولاً با بودجه خود شخص، به منظور توزیع رایگان برای هدیه، چاپ می‌شود. همچنین به کتابی که در چاپخانه‌های خصوصی چاپ می‌شود نیز اطباق می‌شود.

## منبع
سلطانی، پوری، دانشنامه کتابداری و اطلاع رسانی